# ヤマハ・FZR250
ヤマハ・FZR250（エフゼットアールにひゃくごじゅう）は、ヤマハ発動機から発売されていたオートバイ。車体種別はレーサーレプリカ。
FZR250はFZ250をベースにFZRシリーズの特徴ともいえる丸目2灯ヘッドライト、フルカウルを装備してデビューした。後にEXUP（エクザップ）を装備、初のフルモデルチェンジによってアルミデルタボックスフレームを採用する。1991年にはFZR250RのエンジンをベースとしたネイキッドモデルのZEALが登場している。最終モデルは1994年3LN7である。

## モデル一覧

### FZR250（2KR）

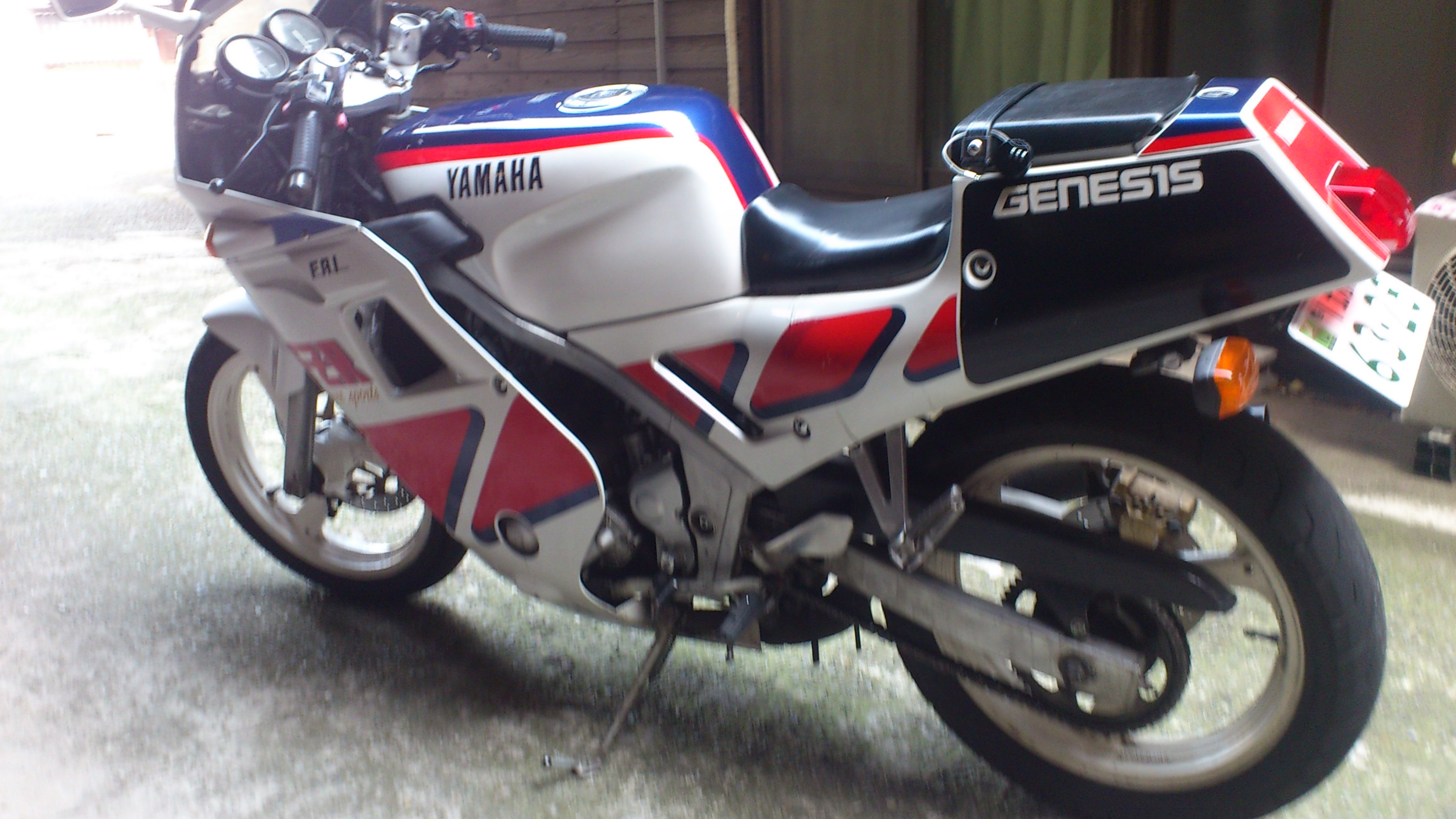
Fzr250

1986年12月発売。FZ250フェーザーをベースに前後17インチホイール化と先に登場したFZR400の流れを汲むクラス初の丸目2灯フルカウリング化され登場した。
- カウリング : 耐久レーサーYZF750のイメージの丸目2灯のフルカウリングを採用。
- エンジン : 最高出力:45ps/14,500rpm、最大トルク:2.5kg-m/11,500rpmとFZ250と同一ながら1,000rpm高回転の伸びを改良。 ACマグネットの大型化で発電能力の向上。デジタルイグナイター点火システムの採用。FAI(フレッシュエア・インテーク)の採用。
- マフラー : エンジン特性に合わせてFZ250から変更。
- ホイール : TZR250(1KT)と同じ前後17インチの中空スポークキャストホイールを採用。
- フロントブレーキ : TZR250(1KT)と同じφ320mmの大径フローティングシングルディスク、4ポット対抗ピストンキャリパーを採用。
- タイヤサイズ : フロント100/80-17 52H、リヤ120/80-17 61H。FZ250のSレンジからHレンジへスピードレンジを向上。
- リアサスペンション：リアアームの長さ538mm→570mm、幅50mm→60mm。厚み2.0mm→1.6mmと剛性と軽量化を両立。 ホイル・トラベル：105mm→110mm。
- ハンドル : アルミ鍛造セパレートハンドルを採用。
- シート : レーシングイメージのセパレート式を採用。
- メーター : RZ250R等で採用された3連メーターをベースにタコメーターが3,000rpmスタート、レッド17,000rpmとなる。

カラーリングはシルキーホワイトとシャイニーブラック。
1987年にはフロントフォークのイニシャル調整が追加され、カラーリングがエンタイサーブルーメタリックの限定車(2RF)が発売されている。

### FZR250（3HX）
1988年発売。4ストローク250cc初となる排気デバイス機構EXUPを装備等の商品力向上が行われた。
- エキゾースト : 排気デバイスのEXUPを搭載。特定回転域のトルクの低下を防ぎ、スムーズな加速を実現。 YZF750イメージのステンレスのオーバルサイレンサーを採用。
- エンジン : バルブスプリングを改良。
- リアサスペンション：FZR400(1WG)と同じボトムリンク機構、結合部にニードルベアリングを採用。 クッション・ストローク：40mm→50mm。ホイル・トラベル：110mm→120mm。  リアアームのクロスパイプのサイズアップを行い、横剛性、ねじり構成の向上。
- フットレスト位置：2KRから上に6mmアップ。
- ハンドル・グリップエンド : 表面処理を黒色メッキからサテン・メッキに変更。

足回りの改良で高速走行時の直進安定性と接地感が向上している。
排気デバイス機構搭載に伴い、ラジエーターの冷却水リカバリ・タンクの設計変更及び設置位置変更、エンジンのオイルパン形状が変更となっている。
カラーリングはシルキーホワイト/ファインレッドとウルシブラック/ソルトレイクシルバー。8月にシルキーホワイト/ダイナステイブルーを発売。
後に限定カラーのTECH21カラーのエンデュランスライトブルー(3HX3)とネスカフェアメリカーナカラーのマーブルシルバー(3HX2) の2種類が限定販売されている。

### FZR250R（3LN1）
1989年にはFZR250シリーズ初のフルモデルチェンジが行われた。このモデルより車名最後にRが付く。YZFやFZR750R(3FV1)と同じデザインへ（3LN1）。
ダイヤモンド・タイプのアルミデルタボックスフレームを新採用。同時にスイングアームもアルミデルタボックスに変更された。
エンジン本体は高回転化され最高出力発生回転数が14,500rpmから16,000rpmとなり最大トルク発生回転数が11,500rpmから12,000rpmとなった。
エンジン内部を見直しフリクションロスを低減。軽量ピストンにピストン・クーリング・システム。コンロッドやバルブタイミングを見直した。
点火時期の設定変更やイグニッション・システムの見直しで始動性が向上。フルスケール19,000rpmのタコメーター。
- フロント・フォーク：インナーチューブ径38mmのショックユニット採用。
- ブレーキ・キャリパー：対向4ポット→異径対向4ポット。
- ブレーキ・ディスク：外径320mm（有効径287mm）→外径282（有効径250mm）と小型化。

　　シングルディスク→ダブルディスクに変更。
- キャスター角を25度30分→24度30分に変更。
- トレールを88mm→87mmに変更。
- サスペンション・ホイールトラベルを前：140mm→130mm、後ろ：120mm→117mmに変更。
- タンクの全容量が14Lへ増量。（リザーブ切り替えタイミングは残4L時となった。[2KR型は残2L時。]）
- リヤタイヤが120/80-17→130/70-17-62Hに変更。
- ホイールベースは1375mmで同じだが、全長は2010mmから1990mmに、全幅は680mm→675mmとなった
- シート高は750mmから735mmと車体をコンパクト化した。
- カラーリングはシルキーホワイト、レッド、ブルーイッシュブラック、シルキーホワイト、ブルー。

### FZR250R（3LN3/3LN5）
1990年モデル（3LN3）からは同年に登場したFZR400RRと同じデザインへ。そのため稀にFZR250RRと誤表記される事があるがFZR250RRという車種は存在しない。
- 2灯プロジェクターを装備し、走行性能、操作性、整備性が向上
- キャブレターのスロー系をブリードタイプに変更。
- 混合気の霧化に最適性を計り、快適なフィーリングを生み出している。
- 高回転でのバルブの追従性向上のためにスプリングの定数を変更。
- フレームアウターの板厚を2.3mm→3.0mmに変更して剛性を向上。
- 表面を科学研磨アルマイト処理に変更してグレード感の高い仕上げにしている。
- マフラーはステンレスメッキからブラッククロームメッキに変更。
- アッセンブリーの見直しで400g軽量化。
- ヤマハと小糸製作所の共同開発によるデュアルビームプロジェクター方式ハロゲンヘッドライトを2灯で採用。
- 12V 35w/36.5w×2→55w/40w×2。
- カートリッジ式オイルエレメントを採用。
- カラーリングはシルキーホワイト、レッド、ニューブラックブルー。

1991年モデル（3LN5）はカラーリング（シルキーホワイト、レッド、シルキーホワイト、ブルー）や細かい所の変更。

### FZR250R（3LN6/3LN7）
1993年モデル（3LN6）は40馬力自主規制対応モデル。
3LN3のエンジンを40馬力対応前提で開発されていたFZX250 ZeaL(3YX)をベースにバルブスプリング、ミッション等は3LNのパーツに戻されたエンジンが搭載された。
3YXベースのエンジンの為、エンジン全体が塗装され、ガスケットなども3YXのパーツに変更されている。ボルトも変更されている。
- エンジン : 最大馬力発生回転数は45PS/16000rpm→40PS/14,000rpm。最大トルクは2.5kgf・m/12,000rpm→2.6kgf・m/10,000rpm。 レッドゾーン開始位置は18,500rpm→16,500rpm。  オーバーラップを増やす事によって馬力は下がったもののトルクは向上した為、加速性能は45PSモデルより向上している。
- メーター : タコメーターが45PSモデルの3,000rpmスタートから0rpmスタートに変更されている。
- スイッチ : 常時点灯化に伴い、ライトのON/OFFスイッチがハザードスイッチに変更された。

カラーリングは（ブルーイッシュホワイトカクテル1、ニューブラックブルー）へ変更。
1994年モデル（3LN7）はカラーリングを変更（ブルーイッシュホワイトカクテル1）しただけのモデルで仕様的には変更がない。その後生産は終了となった。
それ以降ヤマハでは4ストローク250ccのレーサータイプのオートバイは2014年のYZF-R25まで待つこととなる。
その後、ヤマハは2010年以降400cc以下のバイクを海外生産に切り替えたため、FZR250はヤマハにおける最後の国内生産250ccレーサータイプであった。